# Святое (озеро, Чашникский район, бассейн Чернухи)
Свято́е — озеро в Чашникском районе Витебской области Белоруссии. Относится к бассейну реки Чернуха (приток Усвейки), протекающей через озеро. Располагается приблизительно в 8 км к востоку от города Чашники и в 0,3 км к западу от деревни Боровые.

## Описание
Площадь зеркала составляет 0,06 км². Длина — 0,32 км, наибольшая ширина — 0,21 км. Длина береговой линии — 0,85 км.
Берега возвышенные, песчаные, поросшие кустарником и редколесьем. Озеро умеренно зарастает.
Через озеро протекает малая река Чернуха, вытекающая из озера Жеринское. Участок русла выше Святого является рукотворным и был вырыт в XIX веке. Ниже по течению Чернухи находится озеро Древичное.